# Афінодор (візантійський єпископ)
Афінодор  (грец. ἈθηνόδωροςΒʹ), також відомий як Афіноген (грец. Ἀθηνογένης) — Візантійський єпископ у 144–148 роках.
За роки його перебування на посаді, коли містом управляв Зексипп, відбулося значне збільшення християнського населення. Афінодор, залишивши Аргіруполіс, ініціював замовив будівництво другого собору в Елайї (грец. αλαινα), який згодом був відреставрований імператором Костянтином I, який хотів бути там похований. Врешті-решт його там не поховали, оскільки було визнано неналежним поховання імператорів за межами Візантії. Собор був присвячений мученикам Маккавеям та їх вчителю Елеазару.
Від часів Афінодора Елайя тривалий час була резиденцією візантійських єпископів.